# Hieracium glaucum
Hieracium glaucum es una especie de planta con flor del género Hieracium, de la familia Asteraceae, orden Asterales.

## Distribución
Hieracium glaucum se distribuye por Austria, Francia, Alemania, Italia, Rumania, Suiza y Yugoslavia.

## Taxonomía
Fue descrita científicamente por All.
Tratamiento taxonómico
La especie aparece registrada y publicada en Auct. Syn. Meth. Stirp. Hort. Regii Taur.